# Rekijärvi (sjö i Lappland)
Rekijärvi är en sjö i Finland. Den ligger i kommunen Ranua i landskapet Lappland, i den norra delen av landet, 600 km norr om huvudstaden Helsingfors. Rekijärvi ligger 144,2 meter över havet. Arean är 22 hektar och strandlinjen är 1,9 kilometer lång. Sjön  ingår i Ijo älvs huvudavrinningsområde.   Den ligger vid sjön Luhtajärvi.